# Pabstiella yauaperyensis
Pabstiella yauaperyensis är en orkidéart som först beskrevs av João Barbosa Rodrigues, och fick sitt nu gällande namn av Fábio de Barros. Pabstiella yauaperyensis ingår i släktet Pabstiella och familjen orkidéer. Inga underarter finns listade i Catalogue of Life.